# 1280
1280 (MCCLXXX) a fost un an bisect al calendarului gregorian.

## Evenimente

### Nedatate
- Balban, sultanul de Delhi, invadează Bengalul și numește ca guvernator pe unul dintre fiii săi.
- Este întemeiat orașul liber Schwäbisch Hall.
- În disputa cu baronii, regele Ladislau al IV-lea al Ungariei face apel la sprijinul cumanilor.
- Înăbușirea unei revolte din Siria de către Qalawun; mamelucii din Egipt continuă să domine în Siria.
- Orașele hanseatice se regrupează în jurul Lübeckului.
- Persecuții ale evreilor în Castilia, sub regele Alfons al X-lea.
- Răscoale ale negustorilor din orașele flamande Douai, Ypres și Bruges, reprimate cu duritate.
- Torino este cucerit de Toma al III-lea de Savoia, devenind capitala casei de Savoia.

## Arte, Știință, Literatură și Filosofie
- Cronicarul maghiar Simon de Keza redactează Gesta Hungarorum.
- Este construită Santa Maria della Minerva, singura biserică gotică din Roma.
- Începe edificarea secțiunii nordice a marelui canal din China.

## Nașteri
- Birger Magnusson, rege al Suediei (d. 1321)
- Mansa Musa I, rege malian, considerat cel mai bogat om din lume (d. 1337)
- William Ockham, teolog englez (d. 1349)
- Wu Zhen, pictor chinez (d. 1354)

## Decese
- 10 februarie: Margareta de Constantinopol, contesă de Hainaut și de Flandra (n. ?)
- 9 mai: Magnus al VI-lea Lagabøte, rege al Norvegiei (n. 1238)
- 22 august: Nicolae al III-lea, papă (n. 1218)
- 25 noiembrie: Albertus Magnus, teolog german (n. 1206)
- Giacomo Contarini, doge al Veneției (n. ?)
- Ivailo, țar al Bulgariei (n. ?)

## Înscăunări
- 9 mai: Eirik Magnusson, rege al Norvegiei (1280-1299)